# Burmester (Familienname)
Burmester ist ein deutscher Familienname.

## Namensträger
- Adolph Burmester, deutscher Segelsportfunktionär, Gründungspräsident des Deutschen Segler-Verbandes
- Albert Hinrich Burmester, deutscher Holzbildhauer, 18. Jhd.
- Albert Konrad Burmester (1908–1974), deutscher Bootsbauer und Schriftsteller
- Andreas Burmester (* 1951), deutscher Chemiker und Kunsthistoriker
- Annemarie Burmester, Geburtsname von Annemarie Schuster (1917–1996), deutsche Politikerin (CDU)
- Ben Roy Burmester (1910–2009), US-amerikanischer Veterinärmediziner
- Carl Burmester (Widerstandskämpfer, 1901) (1901–1934), deutscher Werftarbeiter, Kommunist und Widerstandskämpfer
- Carl Burmester (Widerstandskämpfer, 1905) (1905–1945?), deutscher Klempner, SPD-Mitglied und Widerstandskämpfer
- Carsten Burmester, Lübecker Maler, 16. Jhd.
- Christoph Anton Burmester (1762–1838), deutscher Deichgraf
- Dieter Burmester (1946–2015), österreichischer Musiker und Unternehmer
- Ernst Burmester (Maler) (1877–1917), deutscher Maler
- Ernst Burmester (Unternehmer) (1893–1965), deutscher Werftbesitzer
- Gabriele Burmester (* 1947), deutsche Rechtswissenschaftlerin und Hochschullehrerin
- Georg Burmester (1864–1936), deutscher Maler
- Gerd-Rüdiger Burmester (* 1953), deutscher Mediziner
- Gustav Burmester (Architekt) (1904–1995), deutscher Architekt
- Gustav Burmester (Regisseur) (1904–1978), deutscher Fernseh- und Hörspielregisseur
- Heinrich Burmester (1839–1889), deutscher Schriftsteller
- Henry Burmester (* vor 1970), australischer Verwaltungsjurist
- Ingeborg Burmester (1904 o. 1906–1995), deutsche Sopranistin
- Johann Friedrich Burmester (1795–1855), deutscher Pastor und Geschichtsschreiber
- Karl Burmester (1911–nach 1976), deutscher Staatsbeamter und SS-Führer
- Leo Burmester (1944–2007), US-amerikanischer Schauspieler
- Ludwig Burmester (1840–1927), deutscher Mathematiker
- Moss Burmester (* 1981), neuseeländischer Schwimmer
- Rudolf Burmester (1888–1979), deutscher Politiker
- Silke Burmester (* 1966), deutsche Journalistin und Dozentin
- Thorsten Burmester (* 1965), deutscher Biologe und Hochschullehrer
- Torsten Burmester (* 1963), deutscher Sportfunktionär und Verwaltungsbeamter
- Warnike Burmester, Holzschnitzer, 16. Jhd.
- Wilhelm Burmester (* 1893; † nach 1946), deutscher Gewerkschafter und Politiker
- Willy Burmester (1869–1933), deutscher Violinist und Komponist